# Sam Peckinpah
David Samuel Peckinpah, mais conhecido como Sam Peckinpah (Fresno, Califórnia 21 de fevereiro de 1925 — Inglewood, 28 de dezembro de 1984) foi um diretor, produtor e roteirista de cinema estadunidense. Recebeu uma indicação ao Oscar de melhor roteiro original, por Meu Ódio Será Sua Herança (1969).
Foi chamado de o "poeta da violência", devido ao seu modo peculiar de filmar em câmera lenta as cenas mais violentas, que em seus filmes são inúmeras mas sempre dentro de um contexto estético.

## Biografia
Descendente de índios paiutes e formado em Arte Dramática, Peckinpah começou sua carreira em 1954, como escritor de diálogos no filme Rebelião no presídio, de Don Siegel. Paralelamente, ele se tornou ator realizando pequenas participações em filmes e seriados.
Levado para a televisão, escreveu roteiros para seriados conhecidos como Gunsmoke, The Rifleman e The Westerner. Estreou como diretor de televisão em Lança partida, dirigindo depois vários capítulos de outras séries televisivas.
Foi só em 1960 que ele escreveu o roteiro para um faroeste que seria filmado como A face oculta, estrelado por Marlon Brando.
Consagrou-se como um dos mais vigorosos e hábeis cineastas estadunidenses pela utilização estética da violência e da brutalidade na maioria das suas obras. Ele desenvolveu um cinema cheio de realismo, onde a característica principal não era a violência que os filmes continham e sim a forma como ele a manipulava em função de seus personagens.

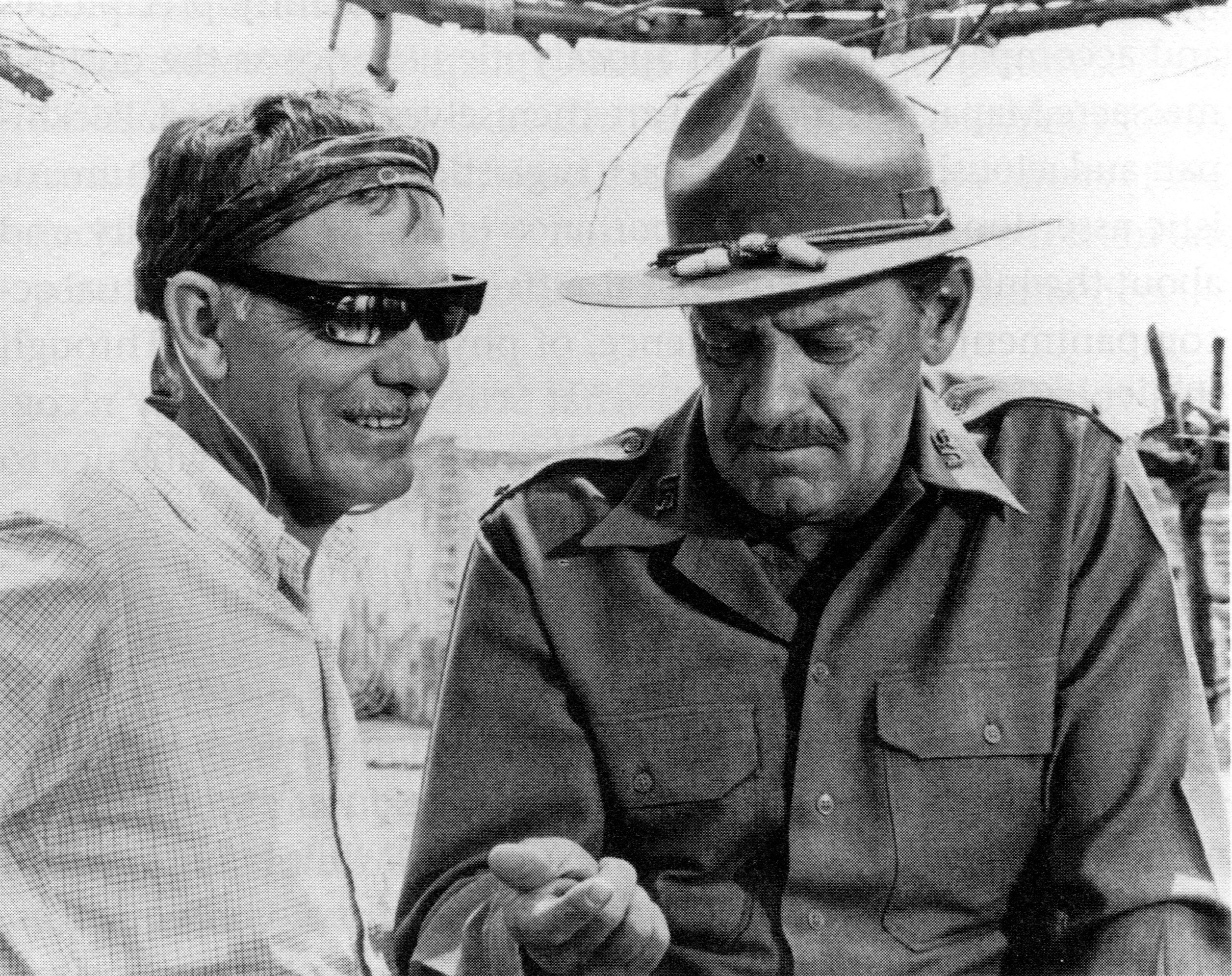
Sam Peckinpah e William Holden durante as filmagens de The Wild Bunch em 1969

Mas a grande contribuição de Peckinpah foi na concepção de um cinema moral (não moralista) que buscou pensar a tomada de decisão, as escolhas éticas e todas as perturbações daí decorrentes. Seu diálogo está em linha direta com o western anterior, marcado por uma certa ingenuidade moral, notadamente naquelas obras de John Ford. Em Peckinpah o mundo está deserdado de seus mitos redentores, os homens se deparam com a crise histórico-social em processo e ascensão da sociabilidade capitalista. Um forte exemplo disso está em sua obra máxima, The wild bunch (Meu ódio será sua herança). Ali, o contexto é aquele da formação das grandes fortunas, numa acumulação primitiva de capital perpetrada pelos famosos "Barões ladrões". Nessa acumulação, os indivíduos que não souberam acompanhá-la caem para as margens, lutando contra a nova tecnologia de guerra e os novos meios de gestão com um código de conduta pré-capitalista.
Ele morreu aos 59 anos de idade em um hospital de Los Angeles, depois de ter sofrido um ataque cardíaco no México, onde passava as férias com a mulher, a atriz Begona Palácios e a filha Guadalupe. O mundo perdia, naquele momento, um dos maiores cineastas de sua história, aquele que teve coragem de romper com a pasmaceira do cinema industrial americano sem medir as conseqüências.

## Filmografia (diretor)
- 1983: The Osterman Weekend… (br: O casal Osterman; pt: O fim-de-semana de Osterman)
- 1978: Convoy… (br: Comboio; pt: O comboio dos duros)
- 1977: Cross of Iron… (br: A cruz de ferro; pt: A grande batalha)
- 1975: The Killer Elite… (br: Elite de assassinos; pt: Assassino de élite)
- 1974: Bring Me the Head of Alfredo Garcia… (br: Traga-me a cabeça de Alfredo Garcia; pt: Tragam-me a cabeça de Alfredo Garcia)
- 1973: Pat Garrett & Billy the Kid… (br: Pat Garrett & Billy the Kid; pt: Duelo na poeira)
- 1972: The Getaway… (br: "Os implacáveis"; pt: Tiro de escape)
- 1972: Junior Bonner… (br: Dez segundos de perigo; pt: O último brigão)
- 1971: Straw Dogs… (br: Sob o domínio do medo; pt: Cães de palha)
- 1971: The Ballad of Cable Hogue… (br: A morte não manda recado; pt: A balada do deserto)
- 1969: The Wild Bunch… (br: Meu ódio será sua herança; pt: A quadrilha selvagem)
- 1965: Major Dundee… (br: Juramento de vingança pt: Major Dundee)
- 1962: Ride the High Country… (br: Pistoleiros do entardecer; pt: Os pistoleiros da noite)
- 1961: The Deadly Companions… (br: Parceiros da morte; pt: Companheiros da morte)

## Prémios
- Recebeu uma nomeação ao Oscar de Melhor Argumento Original, por "The Wild Bunch" (1969).